# Léopold Anoul
Léopold Anoul, más conocido como Pol Anoul (Lieja, Bélgica, 19 de agosto de 1922 † 11 de febrero de 1990) fue un futbolista belga. Se desempeñaba en posición de delantero.

## Selección nacional
Fue internacional con la Selección de fútbol de Bélgica en treinta y cinco ocasiones, consiguiendo dieciséis goles, tres de los cuales en la Copa Mundial de Fútbol de 1954.

### Participaciones en Copas del Mundo
| Mundial                        | Sede  | Resultado      | Partidos | Goles |
| ------------------------------ | ----- | -------------- | -------- | ----- |
| Copa Mundial de Fútbol de 1954 | Suiza | Fase de grupos | 2        | 3     |

## Clubes
| Club           | País    | Año         |
| -------------- | ------- | ----------- |
| RFC Lieja      | Bélgica | 1945 - 1957 |
| Standard Lieja | Bélgica | 1957 - 1960 |

## Palmarés

### Campeonatos nacionales
| Título                      | Club                                 | País    | Año                       |
| --------------------------- | ------------------------------------ | ------- | ------------------------- |
| Primera División de Bélgica | RFC Lieja y Standard Lieja (1957/58) | Bélgica | 1951/52 1952/53 y 1957/58 |